# Derris hainesiana
Derris hainesiana är en ärtväxtart som beskrevs av Krishnamurthy Thothathri. Derris hainesiana ingår i släktet Derris och familjen ärtväxter. Inga underarter finns listade i Catalogue of Life.